# Citycon
Citycon är ett finländskt fastighetsbolag med inriktning på kommersiella fastigheter. Företagets huvudkontor befinner sig i Esbo. Den stora majoriteten av bolagets aktiekapital ägs av utländska investerare. Den största ägaren är det israeliska fastighetsbolaget Gazit-Globe. I juni 2015 hade Citycon 336 anställda i Finland, Sverige, Norge, Estland, Litauen och Nederländerna.
Citycon köpte den norska köpcentrumkedjan Sektor Gruppen AS, som äger 34 köpcentrum i Norge, för 15 miljarder kronor den 25 maj 2015 av de tidigare ägarna Petter Stordalen och Varner-gruppen i Norge.
Efter uppköpet äger Citycon 55 köpcentrum i Norden. I Baltikum bytte Sektor Gruppen den 15 oktober 2015 namn till Citycon, vilket innebär att Citycon 2015 hade 69 köpcentrum i Norden och Baltikum.

## Historik
Citycon grundades år 1988 av flera företag och noterades på Helsingfors fondbörs. Inledningsvis investerade bolaget i kontorsfastigheter men kom sedan att rikta in sig mer på kommersiella fastigheter, främst köpcentra.

## Handelsplatser
Totalt äger bolaget 38 köpcentra i Norden samt Baltikum varav tio köpcentra i Finland, 15 i Norge, nio i Sverige, två i Estland och två i Danmark. Bolaget förvaltar ytterligare tolv köpcentra i Norge

### Gallerior i Sverige
- Liljeholmstorget Galleria (Liljeholmen, Stockholm)
- Jakobsbergs Centrum (Järfälla kommun)
- Kista Galleria (Stockholm)
- Stenungstorg (Stenungsund)
- Åkersberga Centrum (Österåker)
- Mölndal Galleria (Mölndal)